# حارة الوحش (كريتر)

تعديل مصدري - تعديل

حارة الوحش هي إحدى حارات حي التلال الملتهبة الواقع بمديرية كريتر التابعة لمحافظة عدن، بلغ تعداد سكانها 804 نسمة حسب تعداد اليمن لعام 2004.